# Lecointea
Lecointea là một chi rau đậu thuộc họ Fabaceae. 
Nó gồm các loài:
- Lecointea amazonica
- Lecointea ovalifolia